# Aeroportul Abbs
Aeroportul Abbs (IATA: EAB, ICAO: OYAB) este un aeroport din Bani Matar District⁠(d), Guvernoratul Sana'a, Yemen ce deservește zona Abbs⁠(d).
Situat la o altitudine de 198 m, aeroportul dispune de o singură pistă.